# Kim Jo-džong
Kim Jo-džong (korejsko 김여정), severnokorejska političarka, * 26. september 1987, Pjongjang, Severna Koreja.
Je najmlajša sestra severnokorejskega voditelja Kim Džong-una. Znana je kot njegova desna roka in tesna zaupnica. Spremlja ga na vseh vidnejših državniških obredih, pogosto je njegova odposlanka zunaj države. Zaposlena je kot podpredsednica Oddelka za propagando in agitacijo Delavske stranke Koreje.